# Pietro Thouar
Pietro Thouar (ur. 23 października 1809 we Florencji, zm. 1 czerwca 1861 tamże) – włoski pisarz i wydawca.
Pracę rozpoczął jako korektor w wydawnictwie Vincenza Batellego. Od roku 1832 publikował własne wiersze i szkice literackie w „Il Nipote di Sesto Caio Baccelli” i „Giornale dei Fanciulli”. W roku 1847 założył wraz z Marianem Cellinim pismo „Catechismo politico o Giornaletto dei popolani”. Sympatyzował z ruchem Mazziniego Młode Włochy. Z czasem  opowiedział się po stronie partii umiarkowanej. Szczególną popularnością cieszyły się jego opowiadania dla młodzieży szkolnej, które ukazały się w kilku zbiorach: Racconti per fanciulli (Opowiastki dla chłopców), Racconti in dialogo (Opowiastki w dialogach), Racconti per giovinetti (Opowiastki dla młodzików) i Nuovi racconti offerti alla gioventù italiana (Nowe opowiastki dla młodzieży włoskiej). Bohaterem tych historyjek o wydźwięku dydaktycznym jest na ogół wcześnie osierocony chłopiec, który dzięki pilnej nauce i systematycznej pracy odnosi sukces i znajduje swoje miejsce w społeczeństwie.